# Mitsubishi A7M
Mitsubishi A7M Reppū (jap. 烈風 Wicher) – jednosilnikowy, jednomiejscowy samolot myśliwski marynarki japońskiej z okresu II wojny światowej, planowany następca sławnego A6M Reisen znanego również jako Zero.

## Historia
W 1940 roku po analizie raportów oficerów z walk w Europie, Dowództwo Marynarki Wojennej podjęło decyzję o potrzebie opracowania nowego samolotu myśliwskiego, wydano więc wymagania 16-Shi i zamówienie skierowano do wytwórni Mitsubishi. Również na początku 1940 główny konstruktor Mitsubishi Jiro Horikoshi  zdał sobie sprawę, że najwyższy czas rozpocząć prace nad następcą znakomitego myśliwca A6M Reisen. Przewidywano zbudowanie samolotu podobnego w konfiguracji do A6M. Prace jednak nad nową konstrukcją odłożono, ponieważ w tym czasie zespół pracował nad projektem J2M, według specyfikacji 14-Shi, któremu nadano wyższy priorytet.
W 1942 roku wytwórnia samodzielnie powróciła do projektu któremu nadano oznaczenie M-50, zanim jeszcze wydano nowe wymagania techniczne marynarki japońskiej 17-Shi, na nowy myśliwiec 6 lipca 1942 roku. Oczekiwano prędkości maksymalnej 640 km/h na pułapie 6000 m, czasu wznoszenia na 6000 m miał wynosić 6 minut, czas lotu 2,5 godziny przy prędkości przelotowej 463 km/h, maksymalna prędkość nurkowania miała wynosić 843 km/h i zwrotności nie gorsza niż w nowej wówczas wersji Zero A6M3 Model 32. Ponadto uzbrojenie miało się składać z 2 działek 20 mm i 2 km kal. 13,2 mm. Główny konstruktor jako napęd wybrał 18-cylindrowy chłodzony powietrzem silnik gwiazdowy Mitsubishi MK9A będący jednak jeszcze we wstępnej fazie rozwoju.  W miesiąc po podpisaniu wymagań, dowództwo marynarki zaczęło nalegać na zastosowanie wypróbowanego już silnika gwiazdowego Nakajima NK9K Homare 22 tego samego który napędzał takie samoloty jak Nakajima Ki-84 Hayate czy też Kawanishi N1K1-J i N1K2-J Shiden, ponieważ uważano, że opóźnienie w rozwoju silnika Mitsubishi MK9A opóźnią też rozwój A7M (zakończenie prac nad nim przewidywano dopiero w 1943 roku). Mimo niechęci do stosowania ponownie silnika konkurencji (podobnie zdarzyło się przy A6M Zero) z uwagi na jego słabsze osiągi, dopiero po kilkumiesięcznej dyskusji Horikoshi musiał się zgodzić, ponieważ to Marynarka finansowała projekt.
Pierwszy prototyp został oznaczony symbolem A7M1. Prace konstrukcyjne nad nim przebiegały jednak bardzo powoli ze względu na priorytetowe projekty myśliwców A6M i J2M. Silnik Nakajima NK9K Homare 22 dysponował mocą 2000 KM podczas startu i 1570 na pułapie 7200 metrów. Uzbrojenie stanowiły dwa karabiny maszynowe kalibru 13,2 mm i dwa 20 mm działka. Całe uzbrojenie strzeleckie umieszczone było w skrzydłach. Samolot został także zaopatrzony w samouszczelniające się zbiorniki paliwa, opancerzenie kabiny pilota i pancerną szybę wiatrochronu kabiny. Ponadto dodano też klapy bojowe podwyższające zwrotność podobne do tych jakie zastosowano w myśliwcu Kawanishi N1K1-J Shiden (w kodzie aliantów George).

Prototyp A7M1 oblatano 6 maja 1944 roku. Już w trzy tygodnie po oblocie, został przekazany marynarce do testów. Testy wykazały, że zwrotność, dzięki specjalnym klapom, jest taka sama jak u A6M3 i nie ustępuje A6M5. Pod tym względem samolot zebrał od pilotów bojowych pochwały. Jednakże ponieważ A7M1 był samolotem większym i cięższym niż A6M5, moc zastosowanego w nim silnika okazała się zbyt mała, na pułapie 6450 m wynosiła 1300 KM zamiast spodziewanych 1700 KM. Prędkość maksymalna wynosiła tylko 574 km/h na wysokości 6000 m i czas wznoszenia na tę wysokość wynosił aż 10 minut. Ze względu na rozczarowanie tymi parametrami w pierwszej reakcji marynarka 30 lipca 1944 roku zawiesiła dalsze próby dwóch zbudowanych już prototypów, jak też budowę 4 dalszych. Ta decyzja tylko jeszcze wzmocniła pewność głównego konstruktora, że z silnikiem  Mitsubishi MK9A samolot spełniłby stawiane przed nim wymagania. Następnie jednak Lotnictwo Marynarki zezwoliło na zamontowanie w samolocie silnika Mitsubishi MK9A. Nowemu projektowi nadano oznaczenie A7M2. 
Ponieważ średnica tego silnika była większa o 50 cm, niż Nakajima NK9K zaistniała konieczność przeprojektowania przodu kadłuba. Pierwszy lot prototypu A7M2 odbył się 13 października 1944 roku. Nowy samolot miał lepsze parametry niż poprzedni, osiągając prędkość 628 km/h na pułapie 6600 metrów. Pułap maksymalny wynosił 10890 m, a na wysokość 6000 m wznosił się w 6 minut 7 sekund. 
Uzbrojenie stanowiły cztery 20 mm działka zamontowane w skrzydłach. Samolot mógł więc z powodzeniem stawić czoła takim samolotom przeciwnika jak F6F Hellcat czy F4U Corsair.
Dowództwo marynarki wojennej było bardzo zadowolone z nowego myśliwca Mitsubishi i postanowiło, przyśpieszyć budowę dalszych sześciu prototypów oraz jak najszybciej rozpocząć jego produkcję w fabrykach Mitsubishi w Nagoi i zakładach Nankai w Osace. Samolot oznaczony jako Myśliwiec Pokładowy Marynarki A7M2 Reppu Model 22. Myśliwiec produkowano w dwóch wersjach uzbrojenia: z czterema 20 mm działkami Type 99 Model 2 lub z dwoma działkami 20 mm Type 99 Model 2 i dwoma karabinami maszynowymi 13,2 mm Type 3. Ponadto pod skrzydłami miał też przenosić 2 bomby do 250 kg.

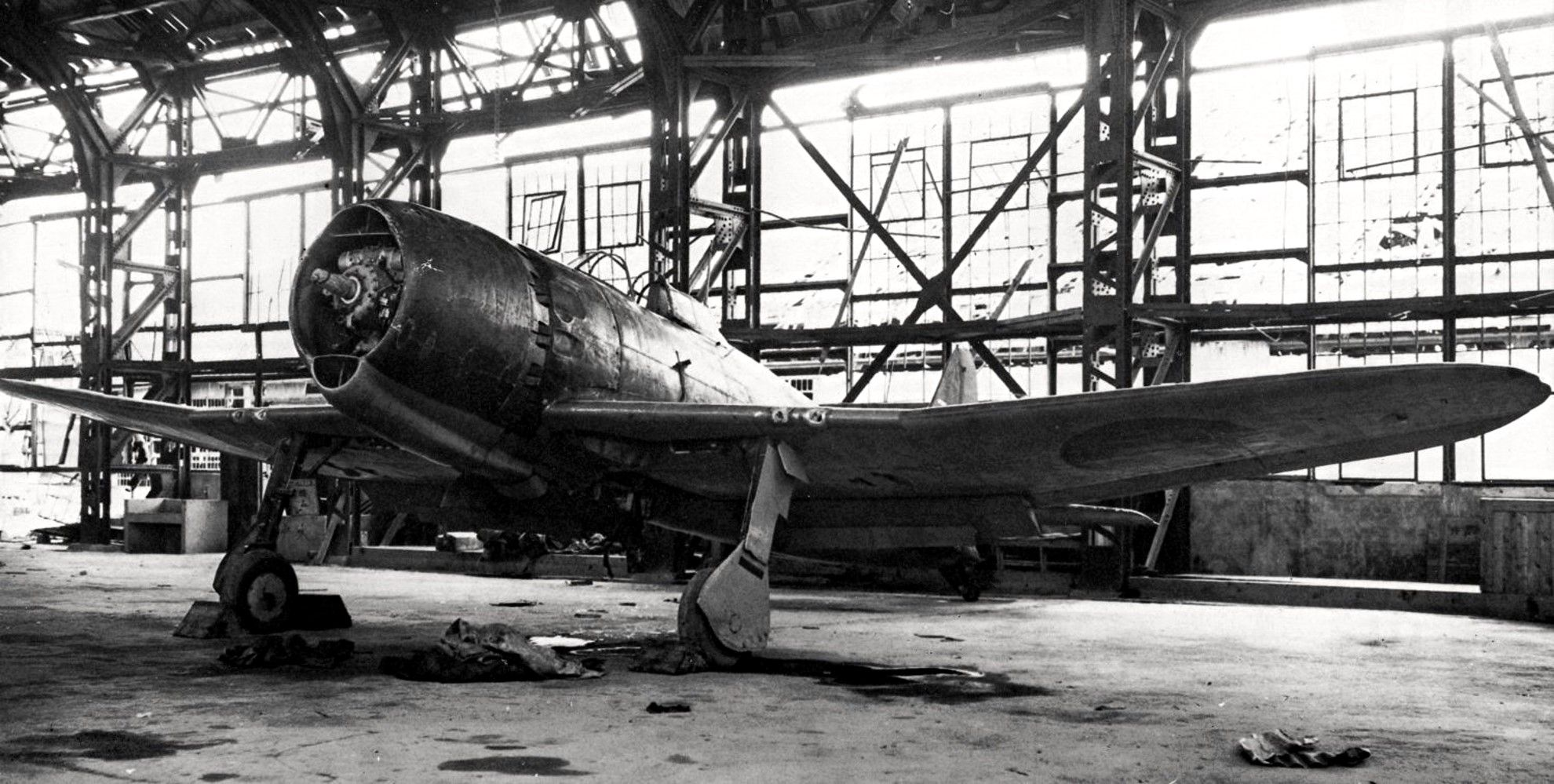
Seryjny A7M w hali fabrycznej po zakończeniu wojny

Ze względu na duże opóźnienia w produkcji silników spowodowane trzęsieniem ziemi, które zniszczyło fabrykę w Nagoi w grudniu 1944, oraz nieustannymi nalotami bombowców B-29 zbudowano tylko jeden seryjny egzemplarz samolotu A7M2.
 Drugi prototyp A7M2 uległ zniszczeniu w wypadku podczas lądowania, a trzy pozostałe utracono podczas bombardowania. Tylko trzy prototypy dotrwały do końca wojny na Pacyfiku w stanie nadającym się do lotu.
Rozwój A7M nie miał się jednak zakończyć na wersji A7M2. W lutym 1944 roku wydano specyfikację 17-Shi Otsu. Na jej podstawie rozpoczęto prace nad wersjami A7M3 i A7M3-J. A7M3-J (Model 34) miał być czysto lądowym myśliwcem (stąd końcówka -J w oznaczeniu). Miała mieć wzmocnioną konstrukcję zarówno kadłuba, skrzydeł jak też i podwozia. Napęd miał stanowić silnik ten sam co w A7M2 ale wersji MK9A-Ru (Ha-43-11 Ru) z turbosprężarką oraz z instalacją wtrysku wody z metanolem do silnika, co dawałoby krótkotrwały wzrost mocy bojowej. Zbiornik na tę mieszankę o pojemności 200 litrów miał być umieszczony w kadłubie. W lutym 1945 roku była gotowa makieta tej wersji a budowę prototypu planowano ukończyć w październiku 1945 roku. Uzbrojenie miało się składać z 4 działek typ 5 kal. 30 mm w skrzydłach raz dwóch w kadłubie umieszczonych za pilotem i strzelających do góry.  Maksymalna prędkość miała wynosić 648 km/h na 10000 m i czas wznoszenia na nią miał wynosić 15 minut.
Oczekując na silnik MK9A-Ru, którego rozwój opóźniał się z uwagi na problemy z turbosprężarką, opracowywano wersję A7M3 (Model 23). Konstrukcja opierała się na A7M2 ale napęd miał stanowić silnik MK9C z trójstopniową sprężarką o mocy startowej 2250 KM.  Uzbrojenie miało stanowić 6 działek typ 99 model 2 w skrzydłach. Prototyp tej wersji miał być ukończony w grudniu 1945 roku.
Dalszy rozwój tego projektu miał stanowić samolot A8M Rifuku. Opracowywano go w oparciu o wymagania Lotnictwa Marynarki 20-Shi wydane 19 czerwca 1945 roku. Łączyć on miał płatowiec o konstrukcji opartej na modelu A7M3-J z silnikiem firmy Nakajima o mocy 2400 do 2500 KM.
Myśliwiec A7M2 w kodzie aliantów został oznaczony jako Sam, żaden myśliwiec tego typu nie wziął jednak udziału w wojnie.

## Dane
| Wersja                    | A7M1              | A7M2              | A7M3              | A7M3-J             |
| Długość                   | 10,995 m          | 10,984 m          | 10,984 m          | 10,964 m           |
| Wysokość                  | 4,274 m           | 4,274 m           | 4,274 m           | 4,274 m            |
| Rozpiętość                | 14,00 m           | 14,00 m           | 14,00 m           | 14,00 m            |
| Pow.nośna                 | 30,86 m²          | 30,86 m²          | 30,86 m²          | 31,30 m²           |
| Masa własna               | 3110 kg           | 3226 kg           | 3392 kg           | 3955 kg            |
| Masa startowa             | 4410 kg           | 4720 kg           | 5040 kg           | 5732 kg            |
| Prędkość maksymalna       | 574 km/h na 6190m | 628 km/h na 6600m | 643 km/h na 8700m | 648 km/h na 10000m |
| Pułap                     |                   | 10 900 m          | 11 300 m          | 11 500 m           |
| Czas wznoszenia na 6000m  | 9m 54s            | 6m 07s            |                   | 7m                 |
| Czas wznoszenia na 10000m |                   | 15m 20s           | 13m 06s           | 15m                |
| Zasięg                    |                   | 917 km            |                   |                    |
| Zasięg maks.              |                   | 1571 km           |                   |                    |